# أندريس فيرا
أندريس فيرا (بالإسبانية: Andrés Vera)‏ هو منافس ألعاب قوى إسباني، ولد في 31 ديسمبر 1960 في كاستيون دي لا بلانا في إسبانيا.

## وصلات خارجية
- أندريس فيرا على موقع الاتحاد الدولي لألعاب القوى (الإنجليزية)
- أندريس فيرا على موقع أوليمبيديا (الإنجليزية)